# Улица Стрелочников (Екатеринбург)
У́лица Стре́лочников — магистральная улица в жилом районе (микрорайоне) «Вокзальный» Железнодорожного административного района Екатеринбурга.

## Расположение и благоустройство
Улица проходит с запада на восток, начинаясь от улицы Машинистов и заканчиваясь у Т-образного перекрёстка с улицей Челюскинцев. Пересекается с Производственным переулком. Слева (с чётной стороны) на улицу выходят Выездной переулок, переулок Транспортников, Ишимский переулок и Невьянский переулок, справа выходов улиц нет. Протяжённость улицы составляет около 1300 метров. Ширина проезжей части от начала улицы и до Северного автовокзала — в среднем около 10 м (по одной полосе в каждую сторону движения), далее до улицы Челюскинцев — 12—14 м (по две полосы в каждую сторону движения). Около домов №5 и №7 есть мост который ведёт на улицу Кимовскую
На протяжении улицы имеются три светофора , нерегулируемых пешеходных переходов не имеется. С обеих сторон улица оборудована тротуарами и уличным освещением.

## История
Возникновение улицы связано со строительством здесь в 1920-х годах линии малоэтажных многоквартирных домов для железнодорожников. Застройка на всём протяжении улицы и по обеим её сторонам показана на плане Свердловска 1939 года, в это время трассировка улицы доходила до района современного Северного автовокзала, а затем поворачивала на север и выходила на улицу Вокзальную. На обратной стороне этого плана указано прежнее название: Большая Проезжая улица. В 1960-х годах в начале улицы по обеим сторонам было построено более десятка среднеэтажных жилых домов типовых серий, позднее к ним добавилось два среднеэтажных и два многоэтажных дома (Стрелочников, 9а и 13) в средней части улицы. С 2007 года на конечном отрезке улицы ведётся строительство 37-этажного торгово-делового центра «Призма».

## Примечательные здания и сооружения
- № 41 — Управление пенсионного фонда РФ; Инспекция ФНС России по Свердловской области.
- № 41 стр. — торгово-деловой центр «Призма»

## Транспорт

### Наземный общественный транспорт
Улица является транспортной магистралью, связывающей жилой район (микрорайон) «Вокзальный» с жилыми районами «Центральный» и «Заречный» (транзитом через улицу Черепанова).
- Остановка «Стрелочников»:

Автобус: № 57а, 60, 61;
Маршрутное такси: № 06, 15, 024, 054, 082.
- Остановка «Вокзальная»:

Автобус: № 57а, 60, 61, 144, 150;
Маршрутное такси: № 06, 15, 024, 054, 082.

### Ближайшие станции метро
В 70 метрах от перекрёстка улиц Стрелочников-Невьянский находится станция метро  Уральская.